# Hidrocució
La hidrocució o tall de digestió és un problema de salut causat per un xoc termodiferencial (diferència brusca de la temperatura), caracteritzat per un estat sincopal provocat pel contacte brusc de la pell i de les vies respiratòries superiors amb l'aigua freda, fet que desencadena un reflex d'inhibició de la respiració i la circulació generant una sobrecàrrega cardíaca dreta que ocasiona a la majoria dels casos una aturada cardiorespiratòria.

## Factors
Són factors afavoridors:
- Temperatura de l'aigua inferior als 18 °C.
- Exposicions llargues al sol abans del bany.
- Hipertèrmia.
- Exercicis físics violents amb gran sudoració.
- Ingesta de psicofàrmacs.
- Traumatismes previs a l'entrada a l'aigua:

Per exemple, saltar des de certa alçada i caure sobre el ventre pot produir una pèrdua brusca del coneixement i una aturada cardiorespiratòria per inhibició nerviosa reflexa.
- Estat digestiu: (sovint el mal anomenat tall de digestió és una síncope per hidrocució).

Es pot produir una pèrdua del coneixement amb aturada cardiorespiratòria i espasme de glotis al moment d'entrar dins l'aigua, o produir un estat d'ensopiment que impedís demanar auxili.

## Símptomes
La majoria de les vegades el síncope és precedit per uns símptomes o "senyals d'alarma" com ara: estat de sopor o d'obnubilació; sensació de vertigen i brunzit a les orelles; mal de cap; fatiga; envermelliment de la pell amb picor i sensació de calor, generalment a l'abdomen i la cara interna de braços i cames; dèficit d'agudesa visual amb visió borrosa; dolors de localització variable que es presenten en forma d'inflor, rampes musculars o dolors articulars; o erecció de fol·licles pilosos (pell de gallina).